# Bal-Sagoth
Bal-Sagoth ist eine britische Symphonic-/Extreme-Metal-Band aus Yorkshire in England. Der Name stammt von der Kurzgeschichte The Gods of Bal-Sagoth von Robert E. Howard. Die erste Demoaufnahme wurde 1993 veröffentlicht, seitdem haben Bal-Sagoth drei Alben mit Cacophonous Records und drei mit Nuclear Blast veröffentlicht.

## Geschichte
Byron Roberts wollte eine Band gründen, die sich mit dunkler Fantasy und Science-Fiction auseinandersetzt. Inspiriert wurde er dabei von Pulp-Horror- und Fantasy-Literatur der 1930er-Jahre sowie barocken und arkanen Mysterien und Roberts’ Interesse an alter Mythologie und Okkultismus. 1993 begegnete er den Brüdern Chris und Jonny Maudling und gründete mit ihnen Bal-Sagoth. Nach dem Einspielen einer Demoaufnahme wurde die Band von Cacophonous Records unter Vertrag genommen.
Innerhalb von fünf Jahren nahm die Band ihre erste Trilogie auf, die aus den Alben A Black Moon Broods over Lemuria, Starfire Burning Upon the Ice-Veiled Throne of Ultima Thule und Battle Magic besteht. Zur Promotion ihrer Trilogie gingen Bal-Sagoth auf ausgiebige Tourneen unter anderem mit Dark Funeral und Emperor.
1999 unterschrieb die Band bei Nuclear Blast und begann mit der Kompositionen ihrer zweiten Trilogie, die mit dem vierten Album The Power Cosmic begann. 2001 erschien Atlantis Ascendant, gefolgt von der No-Mercy-Festival-Tournee mit Bands wie Marduk, Mortician, Amon Amarth und Vader und kurz darauf einer Europatournee. Ihre Musik wurde außerdem oft vom berühmten Radio-Moderator und DJ John Peel über BBC Radio 1 abgespielt.
2002 spielte die Band auf dem Bloodstock Open Air und einigen Konzerten mit Sabbat. Mitte 2003 zog sie sich zurück, um ihr sechstes Album zu schreiben, und tauchte ausschließlich für einen Auftritt auf dem Wacken Open Air im August 2004 wieder auf. 2006 erschien ihr sechstes Album The Chthonic Chronicles.

## Stil

### Musik
Byron Roberts gibt als musikalische Haupteinflüsse den Thrash/Death/Black Metal der 1980er- und 1990er-Jahre an, Jonny Maudling klassische Musik, 1970er- und 1980er-Jahre-Bands, Filmmusik, The Police, Tangerine Dream, Queen, Pat Metheny, Richard Wagner, Igor Fjodorowitsch Strawinski, Pjotr Iljitsch Tschaikowski, Olivier Messiaen und Gustav Holst, Chris Maudling James Hetfield von Metallica, sowie den Thrash Metal und Death Metal der späten 1980er- und frühen 1990er-Jahre, und Mark Greenwell Joe Satriani, Dream Theater und Slayer.
Das Debütalbum orientierte sich am Black Metal. Auf dem Nachfolger Starfire Burning upon the Ice-Veiled Throne of Ultima Thule wurde der gutturale Gesang gegenüber dem Vorgänger zurückgenommen und großteils durch gesprochene Passagen ersetzt, und die Keyboards wurden lauter abgemischt. Drew Schinzel von Chronicles of Chaos bezeichnete die Musik als „etwas prätentiös“. Brian Meloon von Chronicles of Chaos bezeichnete Battle Magic als „eines der käsigsten Metal-Alben, die ich je gehört habe“; es klinge nach einer schwereren Version von Manowar oder eine metallisierten Version der Musik zu Rocky IV. Entgegen der Vermarktung als „Symphonic Black Metal“ habe dieses Album nur wenig mit Black Metal zu tun, und die Melodien seien zu fröhlich. Vom vorigen Album unterscheide es sich nur dadurch, dass die Liedtitel kürzer sind. The Power Cosmic wurde sowohl als Mischung aus der „grausamen symphonischen Eleganz des skandinavischen Black Metal mit fantasy-/science-fiction-besessenen Texten und den eisigen, schaurigen Zwischentönen ihrer Landsmänner Cradle of Filth“ als auch als „Zwischending“ zwischen Rush, Immortal und Emperor, das „sowohl unnötig als auch ungenießbar“ sei, beschrieben.

### Texte
Die Welt in den Texten der Band hat ihre eigene Geschichte, Kosmologie, Theologie etc. Sie umfasst mehrere Jahrtausende, mit „Schwert-und-Hexerei“-Geschichten in einer „vorsintflutlichen“ Zeit, einer mehrere Zeitalter umfassenden geschichtlichen Periode und einer Zukunft für science-fiction-orientierte Texte. Die Periode, die sich mit aufgezeichneter Geschichte befasst, ist als Paralleluniversum gedacht, als alternative Realität, die sich nur in einigen ausschlaggebenden Details von der bekannten unterscheidet. Alle Geschichten sind miteinander verbunden und unterschiedliche Kapitel derselben übergreifenden Saga; Ausnahmen sind das Lied über den Silver Surfer als Tribut an Jack Kirby und Stan Lee und das über Cthulhu. Die Texte basieren in ihrer Essenz auf einem Fundament verweigerten Primats, und das zugrundeliegende Motiv der Geschichten ist „im Herzen ziemlich nihilistisch“. Einige alte kosmische Gottheiten kehren auf allen Bal-Sagoth-Alben wieder. Viele von Roberts’ Texten sind von seinen eigenen Vorstellungen zur Herkunft der Menschheit und der Natur des Universums inspiriert. In den Texten werden auch bestimmte politische Konzepte behandelt, wenngleich auf eine „sehr allegorische und verschleierte Art“. Byron Roberts gibt als literarische Haupteinflüsse Robert E. Howard, H. P. Lovecraft, Edgar Rice Burroughs, C. A. Smith, Frank Herbert, J. R. R. Tolkien, William Shakespeare, Arthur C. Clarke, David Gemmell und Stan Lee an.

## Diskografie
| Erscheinungsjahr | Titel                                                       | Plattenfirma    |
| 1993             | 1993 Demo                                                   | Eigenproduktion |
| 1995             | A Black Moon Broods over Lemuria                            | Cacophonous     |
| 1996             | Starfire Burning upon the Ice-Veiled Throne of Ultima Thule | Cacophonous     |
| 1998             | Battle Magic                                                | Cacophonous     |
| 1999             | The Power Cosmic                                            | Nuclear Blast   |
| 2001             | Atlantis Ascendant                                          | Nuclear Blast   |
| 2006             | The Chthonic Chronicles                                     | Nuclear Blast   |

## Einfluss
Bal-Sagoth hatte großen Einfluss auf die Powermetal-Band Gloryhammer. Zahlreiche Stilelemente finden sich in Text und Musik von Gloryhammer Liedern wieder. Einige Songs adaptieren die teils absurd langen Titel mancher Bal-Sagoth Stücke. Auch am häufigen Gebrauch bestimmter Wörter aus dem "Bal-Sagoth Vokabular" wird der Einfluss sehr deutlich.